# Église Saint-Jouin de Dancé
L'église Saint-Jouin est une église catholique située à Perche en Nocé, en France.

## Localisation
L'église est située dans le département français de l'Orne, dans le bourg de Dancé, commune déléguée de la commune nouvelle de Perche en Nocé.

## Architecture
L'édifice, datant des XIe, XVe et XVIe siècles, est inscrit au titre des Monuments historiques depuis le 29 novembre 1948.